# Bae Jun-ho
Bae Jun-ho (en coreano: 배준호; Daegu, 21 de agosto de 2003) es un futbolista surcoreano que juega de centrocampista en el Stoke City F. C. de la EFL Championship.

## Selección nacional
El 6 de junio de 2024 hizo su debut con la selección de Corea del Sur y marcó uno de los siete goles con los que ganaron a Singapur en un partido de clasificación para el Mundial 2026.

## Estadísticas

### Clubes
Actualizado al último partido disputado el 5 de octubre de 2024.
| Club                                     | Div.          | Temporada     | Liga  | Liga  | Liga   | Copas nacionales | Copas nacionales | Copas nacionales | Copas internacionales | Copas internacionales | Copas internacionales | Total | Total | Total  |
| Club                                     | Div.          | Temporada     | Part. | Goles | Asist. | Part.            | Goles            | Asist.           | Part.                 | Goles                 | Asist.                | Part. | Goles | Asist. |
| ---------------------------------------- | ------------- | ------------- | ----- | ----- | ------ | ---------------- | ---------------- | ---------------- | --------------------- | --------------------- | --------------------- | ----- | ----- | ------ |
| Daejeon Hana Citizen F. C. Corea del Sur | 2.ª           | 2022          | 10    | 1     | 0      | 1                | 0                | 0                | —                     | —                     | —                     | 11    | 1     | 0      |
| Daejeon Hana Citizen F. C. Corea del Sur | 1.ª           | 2023          | 17    | 2     | 0      | 0                | 0                | 0                | —                     | —                     | —                     | 17    | 2     | 0      |
| Daejeon Hana Citizen F. C. Corea del Sur | Total club    | Total club    | 27    | 3     | 0      | 1                | 0                | 0                | 0                     | 0                     | 0                     | 28    | 3     | 0      |
| Stoke City F. C. Inglaterra              | 2.ª           | 2023-24       | 38    | 2     | 5      | 2                | 0                | 0                | —                     | —                     | —                     | 40    | 2     | 5      |
| Stoke City F. C. Inglaterra              | 2.ª           | 2024-25       | 8     | 0     | 3      | 2                | 0                | 0                | —                     | —                     | —                     | 10    | 0     | 3      |
| Stoke City F. C. Inglaterra              | Total club    | Total club    | 46    | 2     | 8      | 4                | 0                | 0                | 0                     | 0                     | 0                     | 50    | 2     | 8      |
| Total carrera                            | Total carrera | Total carrera | 73    | 5     | 8      | 5                | 0                | 0                | 0                     | 0                     | 0                     | 78    | 5     | 8      |